# Graham Watson
Graham Watson (Rothesay, 23 marzo 1956) è un politico britannico con cittadinanza italiana, membro del Parlamento europeo dal 1994 al 2014 ed esponente dei Liberal Democratici.

## Biografia
Dal 2011 al 2015 è stato presidente del Partito dell'Alleanza dei Liberali e dei Democratici per l'Europa.
Il 20 aprile 2024, in occasione della presentazione della lista Stati Uniti d'Europa (costituita da +Europa, Italia Viva, LibDem Europei, Radicali Italiani, Partito Socialista Italiano e Italia C'è) per le elezioni europee, viene annunciata la candidatura di Watson come capolista nella circoscrizione nord-orientale.  Con oltre 7.600 preferenze si piazza terzo ma la lista non supera la soglia di sbarramento.